# SimCity (игра, 2013)
SimCity — компьютерная игра в жанре градостроительный симулятор, являющаяся перезапуском серии игр SimCity. Официальный анонс состоялся 6 марта 2012 года. Игровой процесс основан на создании города, строительстве жилых, коммерческих промышленных зон, инфраструктуры и сборе налогов для дальнейшего развития города. В игре, как и в реальном мире, важно повышать уровень жизни населения и поддерживать баланс между разными секторами, в противном случае населённый пункт может прийти в упадок и обанкротиться.
Это первая игра из серии градостроительных симуляторов от студии Maxis, в которой не принимал участие Уилл Райт, основоположник серии. Во время разработки особое внимание было уделено графике и визуальным эффектам. Команда Maxis специально для игры разработала движок Glassbox, привязывающий каждый отдельный объект в городке к правилам симуляции, в отличие от предыдущих игр, где использовались двумерные массивы клеток, чьи свойства могли распространяться на соседние клетки. SimCity разрабатывалась, прежде всего, как сетевая игра, поэтому выпуск её однопользовательской версии произошёл через год.
Игра вышла 5 марта 2013 года в США и 7 марта в России. Релиз сопровождался громким скандалом, связанным со встроенной системой защиты DRM, требующей постоянного подключения к сети Интернет. Сервера компании EA Games не справлялись с нагрузкой, из-за чего многие игроки не могли даже запустить SimCity; кроме того, это приводило к внезапным «вылетам» игры и потере сохранённых данных из-за ошибки сервера. Это, в свою очередь, закончилось массовым недовольством и требованием части покупателей вернуть деньги. Однако разработчики быстро выпустили обновления, исправляющие основные ошибки, и запустили дополнительные сервера.
Несмотря на «серверный скандал», игра быстро вошла в списки игр-бестселлеров и за полгода было продано 2 миллиона её копий. SimCity получила смешанные отзывы: среди главных достоинств была отмечена качественная, детализированная графика, красивые визуальные эффекты и новая модель симуляции. К недостаткам были отнесены проблемы с сетевым подключением, наличие защиты DRM, часто встречающиеся ошибки в алгоритме симуляции (например, образование необоснованных пробок), а также ограниченная площадь для строительства города.
В течение года после релиза игры было опубликовано несколько игровых наборов, позволяющих строить парк аттракционов, добавляющих дирижабли и прочее. 12 ноября 2013 года вышло дополнение «SimCityː Города Будущего», добавляющее возможность строить футуристический город, следуя одному из двух сценариев.

## Игровой процесс
Как и в предыдущих частях серии, основная задача в SimCity — строительство виртуального города. Игрок выступает в качестве мэра — он определяется со специализацией и старается создать процветающий мегаполис со счастливыми жителями. Игра начинается со строительства инфраструктуры, зонирования, обеспечения ресурсами (электроэнергией, водой и т. п.) и организации вывоза отходов. При этом SimCity не имеет определённых целей, по достижении которых игра заканчивается. Игрок сам определяет, каким он хочет видеть город в соответствии со своими представлениями: например, он может стремиться к более высокой плотности населения, повышению общего благополучия жителей путём борьбы с преступностью или к созданию города, привлекающего туристов. По мере роста населения, капитала, строительства определённых типов зданий, игроку открываются новые возможности.
Изначально, при первом запуске симулятора, игрок может выбрать одну из четырнадцати готовых карт регионаː от равнин и островов до горной местности. В каждом регионе доступны около десяти участков, на которых можно строить города.

Изображение из игрыː город с плотным автомобильным трафиком

В SimCity существует три типа основных участков: жилые зоны, где живут жители городка, коммерческие зоны, предоставляющие товары или услуги, и заводы, производящие ресурсы для города. Строительство зданий игрок не контролирует, так как они принадлежат частным компаниям и лицам, но может планировать застройку территории, определяя, где будут находиться жилые, коммерческие и промышленные зоны. От них мэр получает налоги, которые, в свою очередь, можно повышать или понижать. Если налоговую ставку резко поднять, это может привести к оттоку населению и удару по жилым и коммерческим зонам. Если же понизить налоги для горожан и предпринимателей, это благоприятно скажется в общем на уровне жизни, рынке и производстве, но у администрации не хватит денежных ресурсов на дальнейшее развитие и содержание инфраструктуры.
Между зонами необходимо соблюдать строгий баланс: его нарушение в любой зоне влечёт за собой отрицательные последствия и приводит к сокращению налоговых отчислений в казну. Если на заводах не будет хватать рабочих рук, это приведёт к их закрытию, а здания со временем превратятся в руины. То же происходит и в торговых зонах, если им не хватает рабочих, товаров или покупателей. Также на уровень жизни влияет наличие полицейских участков и пожарных станций, повышающих уровень безопасности и понижающих уровень преступности в секторах. Жилые зоны могут быть привлекательными или неблагоприятными. Если в районе хорошо обустроена социальная инфраструктура и много рекреационных зон, то привлекательность района заметно повышается: растёт цена на жильё и увеличивается объём инвестиций. Если мэр пренебрегает инфраструктурой, и строит заводы рядом с жилыми комплексами, то привлекательность жилья снизится, приведёт к росту числа бедняков и, впоследствии, к росту преступности и учащению случаев заболеваний.
Игрок может застраивать город государственными учреждениями: поликлиниками, полицейскими участками, школами, пожарными депо и другими объектами социальной инфраструктуры. В совокупности они будут повышать уровень жизни населения, а значит и работоспособность. Самым необходимым для поддержания жизни в городе является строительство сети дорог, обеспечение всех зданий водой, прокладка канализации и поддержка электроснабжения. Без электричества не будет работать инфраструктура, что может привести к плачевным последствиям для жителей города. Строительство дорог и развитие общественного транспорта снижает число пробок. Однако развитие инфраструктуры несёт за собой негативные последствия: так как каждое государственное заведение и транспорт содержатся за счёт городского бюджета, то чрезмерное финансирование может привести к разорению городской казны и банкротству выбранного города. Поэтому для обеспечения нужными объектами городской инфраструктуры необходимо следить за уровнем доходов и соблюдать баланс между тремя частными секторами. Соответственно, чем больше становится город, тем сложнее управлять им, поддерживать общие доходы и уровень жизни населения.
Игра затрагивает проблему ограниченности природных ресурсов и акцентирует внимание на важности вторичной переработки. Игроки также могут определять специализацию и экономическую стратегию своего города «от процветающего финансового рая до пропитанного нефтью индустриального комплекса». Можно создать центр развитой промышленности, туризма, образования, империю казино и прочее. Однако, каждая стратегия будет иметь свои последствияː развитие высоких технологий потребует больших бюджетных затрат, а, например, угольные электростанции будут сильно загрязнять воздух.

### Нововведения
Новыми особенностями игры являются ограниченность ресурсов и многопользовательская игра, помимо этого, для обеспечения максимальной реалистичности процессов в SimCity, был разработан движок GlassBox и введено понятие агентов. Движок моделирует игровой мир, опираясь на детали и свойства множества объектов в игре. Агенты при этом выполняют детализацию суммы всех влияний от всех объектов, в каждой конкретной точке на карте города.
Новую версию SimCity отличает глубокая проработанность симуляции и игрового процесса, например, появилась возможность создавать изогнутые дороги, в игре подробно проработаны визуальные и звуковые эффекты. Кроме того, в Maxis создали так называемые «конструируемые миры», позволяющие планировать развитие своего города. Они обеспечивают гибкие настройки специальных зданий благодаря их модульности.
Режим мультиплеера обеспечивает связь игрока с соседними городами в регионе и со всем миром. Это необходимо для торговли, обмена ресурсами, и объединения игроков для создания крупных проектов. Внутри одного региона города могут быть связаны друг с другом автомобильными дорогами, железными дорогами и водными путями, линиями электропередач. Некоторые особенности городов — плотность дорожного движения и/или загрязнение воздуха — влияют на соседние города. Взаимодействие игроков и присвоение им глобального рейтинга обеспечиваются интерфейсом Citylog.
Введена глобальная система статистики с визуализацией. Движок игры GlassBox постоянно собирает данные обо всех виртуальных жителях и отправляет в Интернет для синхронизации с остальными городами на карте. На карте автоматически распределяются ресурсы, расположение которых можно увидеть в режиме статистики. Игрок может добывать руду, и нефть, и ряд других природных ископаемых; добыча ресурсов открывает путь на глобальный рынок.

## Разработка
Разработкой игры занималась американская студия Maxis, создавшая все игры серии SimCity (кроме SimCity Societies). Однако Уилл Райт, основатель компании и главный геймдизайнер предыдущих игр SimCity, не участвовал в разработке, поскольку ещё в 2009 году покинул EA Games, чтобы заниматься независимыми проектами. Согласно изначальной задумке, новая игра должна была состоять из системы связанных городов; она разрабатывалась с расчётом на постоянное соединение с серверами компании.
По словам геймдизайнера Стоуна Либранде, у разработчиков не было таких проблем, как во время первых игр SimCity, когда приходилось изучать литературу по урбанистике, чтобы придать хотя бы некоторую реалистичность геймплею. Для Стоуна вдохновением послужила возможность через программы Google Earth и Google Street View рассматривать в подробностях закоулки разных городов мира и наблюдать динамичное развитие городов. Стоун также утверждает, что это помогло ему понять чёткую разницу между городами и посёлками. Также вдохновением для разработчика послужила серия документальных фильмов Netflix, где рассказывалось, как работают экономика, нефтяная, пищевая, обрабатывающая промышленности, канализационная система, и т. д..
Когда началась разработка игры, некоторые аспекты из реальной жизни были исключеныː например, Стоун при изучении урбанистики заметил, что парковочные места занимают всегда гораздо больше места, чем сами здания и прочие зоны, по мнению разработчиков, если это было бы отражено в игре, то наличие парковок сказалось бы плохо на эстетическом виде города и игроки в результате сочли бы игру скучной. При ранней разработке, команда также хотела уделить особое внимание развитию сельского хозяйства и пищевой промышленности, однако из-за нехватки выделенного бюджета на разработку и времени, впоследствии от данной идеи отказались.
SimCity пятого поколения разрабатывалась, прежде всего, как многопользовательский проект, продюсер Кип Катсарелис сказал по этому поводуː

Город больше не отрезанный от остального мира пузырь. Вы играете в каком-то конкретном регионе, в котором расположено сразу несколько городов. Все они тесно связаны друг с другом. И вы можете пригласить друзей и играть в одном регионе вместе с ними.— Кип Катсарелис
Главным нововведением SimCity должна была стать возможность многопользовательской игры, где в одном регионе городами одновременно может управлять несколько человек, таким образом, игрок сможет выбирать узкую специализацию города, а затем продавать свои ресурсы в соседние города, одновременно покупая ресурсы у соседей. Сама игра создавалась с учётом того, что некоторые игроки, например, любят строить город-утопию с передовыми технологиями и счастливыми жителями, а другие думают только о получении быстрых доходов и игнорируют благополучие симов, используя их в качестве «рабской силы».
В качестве экспериментальных моделей разработчики создали «Беркли» и «Питтсбург». Первый городок представлял собой зелёный оазис, где была развита социальная инфраструктура и использовались современные, щадящие природу технологии. В Питтсбуге же работало множество грязных заводов, а уровень населения был неудовлетворительным. Разработчики установили торговые связи между городами, что привело к существенной взаимовыгодности; Питтсбург поставлял в Беркели дешёвую энергию и рабочую силу, а Беркели же обеспечивал Питтсбург чистой водой и услугами полиции и пожарных.

При разработке в качестве моделей-прототипов использовались 2 городаː зелёный/благополучный городок Беркли и промышленный/загрязнённый Питтсбург

Разработчики решили учесть также интересы так называемых «хардкорных игроков» и ввели особые списки игроков-лидеров, чтобы туда вносились разные рекорды — по достижении высокой населённости, доле благополучных граждан. При этом для достижения определённых успехов необходимо избирать разные стратегии по развитию города. Помимо этого, разработчики учли и желания «креативных игроков», не желающих достигать каких-либо рекордов, а стремящихся воплотить в игре желаемый городок. В общем, команда Maxis создавала игру с учётом того, что она сможет привлечь широкую игровую аудиториюː от творческих личностей, до экспериментаторов и любителей жестокости.
Разработчики решили отказаться от названия SimCity 5, так как по их мнению, это бы заставило многих игроков подумать, что игра является усовершенствованной версией игры SimCity 4, в то время как геймплей нового симулятора значительно отличается от предшественника и был бы сразу непонятен даже для игроков четвёртого градостроительного симулятора. По словам Стоуна, разработчики создали геймплей почти с нуля, а значит и новая SimCity должна была бы стать символом «перезагрузки» франшизы.
С технической точки зрения основным нововведением в игре является внедрение движка GlassBox, использующего модель симуляции «снизу-вверх» в то время, как предыдущие игры создавались с использованием так называемых электронных таблиц, где применялись двумерные массивы клеток, чьи свойства могли распространяться на соседние клетки. Новая технология симуляции показывает, прежде всего, поведение симуляции, а не графикуː каждый объект в городе представляет собой активную симуляционную единицу, сами эффекты и анимация привязаны к правилам симуляции, например, работа угольной станции зависит от запаса в ней угля, и игрок может видеть, как данный запас увеличивается/уменьшается. Glassbox также позволяет расширять симуляционные единицы и расширять их за счёт новых, например увеличение пожарной станции с помощью дополнительных гаражей.
Новой составляющей движка стали так называемый «потоки», представляющие собой «агенты», транспортирующие ресурсы от одной единицы к другой. Примерами потоков являются машины и люди, отправляющиеся на работу. При строительстве электростанции, она будет поставлять энергию в здания «потоками», а значит, прежде всего энергией окажутся обеспеченными ближайшие к станции здания. Этот же принцип применим и к трубопроводам. Успех работы предприятий зависит от того, смогут ли до них добираться все рабочие, не застряв в автомобильной пробке, или смогут ли мусоровозы справиться с обслуживанием всех зданий в городе и т. д. По словам Стоуна, новая модель сделала симуляцию гораздо реалистичнее, например, игрок должен заботиться о транспортной доступности, так как именно она играет важнейшую роль в доступности и охвате социальными услугами районов города.
Одновременно добиться максимальной реалистичности разных параметров для разработчиков было сложно, например, в некоторых дорожных участках машины двигались слишком медленно, чем в реальной жизни, в то время, как пешеходы передвигаться могли слишком быстро. Помимо этого, разработчики постарались увеличить в жизни города влияние времени суток. Если в предыдущих играх смена дня и ночи сопровождалась небольшими графическими эффектами, что не влияло на жизнь города, то в новой игре ночью по умолчанию будут закрываться все магазины и школы. Симы будут отдыхать дома, и пробки на улицах снизятся, а к утру город снова будет «оживать».
В конце концов команде разработчиков удалось создать максимально приближенную к жизни модель симуляции, однако из-за ограниченной территории городка им всё же пришлось пойти на компромиссы, например создать маленький аэропорт, в противном случае он покрывал бы большую часть города. Помимо всего разработчики объявили, что интегрировали интерфейс игры для людей, страдающих дальтонизмом.
После выхода игры, разработчики сосредоточились на создании офлайн-версии симулятора, для чего потребовалось переписать основные части игрового движка SimCity. В частности, потребовалось изменить процесс сохранения города. Системы симуляции переносилась с Java на C++. Помимо этого была разработана новая генерация данных о регионе, которая раньше приходила из серверов. В начале 2014 года проводилось бета-тестирование нового режима. По словам разработчиков, на создание офлайн-режима у них ушло полгода.
В октябре 2013 года разработчики объявили, что добавят в игру поддержку модификаций, позволяющих устанавливать в игре неофициальные объекты.

## Выход
| Системные требования              | Системные требования                                                                                      | Системные требования                                                                            |
| --------------------------------- | --- | ----------------------------------------------------------------------------------------------- |
|                                   | Минимальные                                                                                               | Рекомендуемые                                                                                   |
| Microsoft Windows (XP, Vista,7,8) | |                                                                                                 |
| ОС                                | Windows XP и новее                                                                                        | Windows XP и новее                                                                              |
| ЦПУ                               | AMD Athlon 64 X4 Dual-Core 4000+ или выше Intel Core Duo процессор 2,0 ГГц или выше                       | Intel Core i5 или выше                                                                          |
| Объём ОЗУ                         | 2 ГБ RAM                                                                                                  | 4 ГБ RAM                                                                                        |
| Место на диске                    | 3 ГБ (12 ГБ при установке)                                                                                | 3 ГБ (12 ГБ при установке)                                                                      |
| Информационный носитель           | DVD (физический) Origin (цифровая дистрибуция)                                                            | DVD (физический) Origin (цифровая дистрибуция)                                                  |
| Видеокарта                        | 256 МБ RAM ATI Radeon HD 2Х00 или выше NVidia 7800 или выше встроенная видеокарта Intel Series 4 или выше | Nvidia GeForce GTX 275 или выше ATI Radeon HD 5850 или выше                                     |
| Сеть                              | скорость скачивания — минимум 256 КБ/с, закачивания — 64 КБ/с.                                            | скорость скачивания — минимум 256 КБ/с, закачивания — 64 КБ/с.                                  |
| Устройства ввода                  | компьютерная мышь, клавиатура                                                                             | компьютерная мышь, клавиатура                                                                   |
| Mac OS X                          | |                                                                                                 |
| ОС                                | Mac OS X 10.7.5 или новее (для пользователей Intel HD Graphics 3000 требуется 10.8.4 или новее)           | Mac OS X 10.7.5 или новее (для пользователей Intel HD Graphics 3000 требуется 10.8.4 или новее) |
| ЦПУ                               | Intel Core Duo процессор 2,0 ГГц или выше                                                                 | Intel Core i5 или выше                                                                          |
| Объём ОЗУ                         | 2 ГБ RAM                                                                                                  | 4 ГБ RAM                                                                                        |
| Место на диске                    | 12 ГБ | 12 ГБ                                                                                           |
| Информационный носитель           | DVD (физический) Origin (цифровая дистрибуция)                                                            | DVD (физический) Origin (цифровая дистрибуция)                                                  |
| Видеокарта                        | Nvidia GeForce 9600M Intel HD3000 ATI Radeon HD 2600                                                      | Nvidia GeForce GT 650M, 660M, 675Мх и выше                                                      |
| Сеть                              | скорость скачивания — минимум 256 КБ/с, закачивания — 64 КБ/с.                                            | скорость скачивания — минимум 256 КБ/с, закачивания — 64 КБ/с.                                  |
| Устройства ввода                  | компьютерная мышь, клавиатура                                                                             | компьютерная мышь, клавиатура                                                                   |

### До выпуска
По версии сайта GMbox SimCity заняла 8-е место в списке самых ожидаемых игр 2013 года.
14 декабря 2012 года команда разработчиков на сайте Reddit организовала сессию с фанатами серии, где отвечала на вопросы относительно будущей игры. Ещё тогда ряд фанатов выразили своё недовольстве механизмом защиты DRM и необходимостью постоянного подключения к сети. Вскоре блогеры игрового сайта Kotaku выразили свою обеспокоенность, отметив, что если в будущем EA Games решит отключить свои сервера, то в симулятор больше никто не сможет играть. На недовольства отреагировала исполнительный директор Люси Брэдшоу и заверила, что обязанность постоянного сетевого подключения пойдёт только на пользу игрокам. Помимо этого стало известно, что границы города будут сильно ограничены, так как, по мнению разработчиков, слишком большой город станет тяжёлым балластом для персонального компьютера. Однако команда Maxis пообещалa, что в будущем постараются увеличить площадь городов к тому моменту, когда компьютеры пользователей в общем станут мощнее.
После первого бета-тестирования представители EA Games были довольны результатами, отметив, что в тестировании принимали участие примерно 100 000 человек и в общем игрокам понравилась новая игра.
На фоне предстоящего выхода игры американская сеть быстрого питания Subway устроила рекламную кампанию в стиле SimCity.

### Анонс и выход

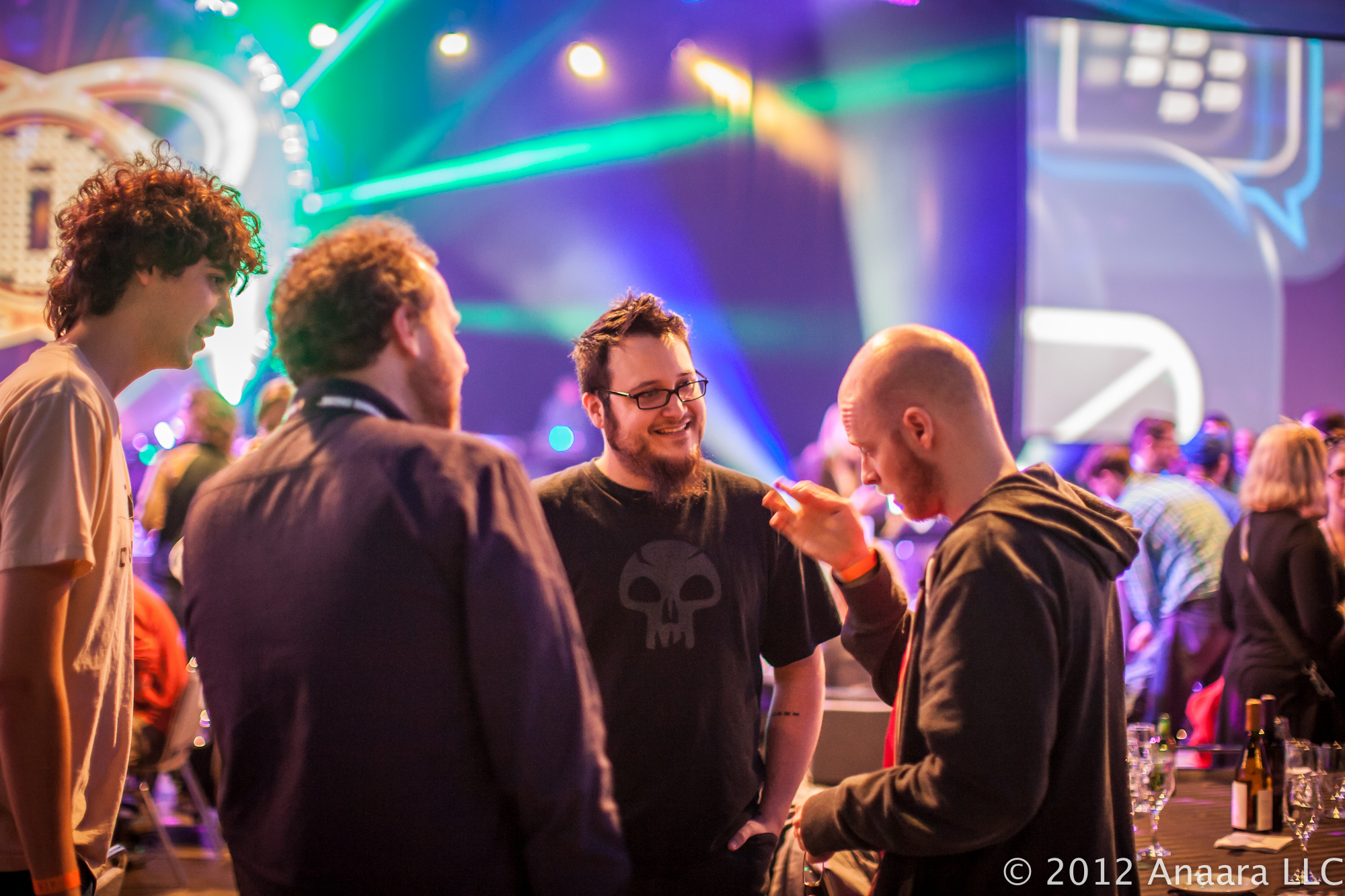
Игра была впервые официально представлена на конференции разработчиков игр в 2012 году

Слухи о разработке новой SimCity ходили ещё в феврале 2012 года, когда немецкий журнал GameStar по неосторожности допустил утечку концепт-арта, вскоре после этого в сеть просочился трейлер игры. Официальный анонс игры состоялся 6 марта 2012 года на выставке «Game Developers Conference 2012». В этот же день официально вышел и первый рекламный ролик, демонстрирующий новые возможности игры. Также стало известно, что игра будет обладать трёхмерной реалистичной графикой, поддерживать мультиплеер, как это было в SimCity 2000 Network Edition и являться «перезагрузкой» франшизы.
Также стало известно, что игра будет доступна только для платформы Windows, а версия для MAC OS выйдет несколько позже. Оушен Куигли, творческий директор позже объявил, что работа над Mac-версией игры на тот момент активно продолжалась, однако она не сможет выйти одновременно с Windows-версией, зато после второго релиза, любому игроку, ранее купившему копию игры для Windows, через Origin по умолчанию станет доступна Mac-версия.
Через несколько дней после анонса в магазине цифровой дистрибуции Origin появилась возможность предзаказать SimCity: Digital Deluxe (специальное издание с различными бонусами).
4 июня 2012 года на выставке «E3 2012» был представлен трейлер, на котором показан геймплей. Одновременно с этим состоялся анонс ещё одной игры из серии — SimCity Social. В августе 2012 года ряд игроков могли пройти закрытое бета-тестирование игры — для выявления разработчиками недостатков в геймплее, но главным образом, для проверки в тестовом режиме работы серверов игры. Второе тестирование проходило в феврале 2013 года. При этом игроки по правилам лицензии обязаны были сообщать об ошибках в игре, в противном случае они могли бы караться блокировкой своего аккаунта в Origin.
В октябре 2012 года стало известно, что выход игры переносится с февраля на 5 марта в США и 8 марта в Европе. В России дата выхода игры была намечена на 7 марта, а распространением должна была заниматься компания СофтКлаб. В мае 2013 года была объявлена дата выхода игры для Mac, выход которой был намечен на 11 июля, однако позже релиз был отложен на август из-за сырости продукта. В качестве компенсации за задержку разработчики предоставили владельцам предзаказов подарочный пакет SimCity Launch Park, добавляющий в игру новый парк.
Если игрок делал предзаказ игры ещё до её официального выхода, то для скачивания становилась доступным Экслюзивное издание (англ. Limited Edition), добавляющее игровой набор «Герои и Злодеи» (англ. The Heroes And Villains Set).
Игра вышла 5 марта в США и Южной Корее, 7 марта в Европе, России и Японии. Для покупки были доступны стандартная версия — Limited Edition и Digital Deluxe Edition, включающая в себя расширения в виде возможности строить дома в французском, британском и немецком стилях, а также здания супергероев. 29 августа симулятор вышел для операционной системы Mac OS.
13 ноября 2014 года было выпущено «Полное издание» (англ. Complete Edition), включающее в игру дополнение «Города Будущего» (англ. Cities of Tommorow) и почти все выпущенные игровые наборы.

### Серверный скандал
Ещё в октябре 2012 года стало известно, что для игры в SimCity будет обязательно сетевое подключение, а офлайн режим будет отсутствовать, так как игра изначально разрабатывалась, как сетевая. Помимо этого, в игру предполагалось встроить защиту DRM.
В день премьеры игра могла подключиться к четырём серверам в США и одному серверу в Океании. Сразу после выпуска SimCity 5 марта 2013 года в США игроки столкнулись с многочисленными проблемами, связанными с необходимостью постоянного подключения к интернету, так как ранняя версия игры работала только с поддержкой сервера EA Games. После того, как игра стала доступна, одновременно множество игроков пытались скачать игру через Origin, но им приходилось ждать загрузки по много часов. После того, как игра устанавливалась, возникали трудности с подключением к серверам, которые, в свою очередь, не могли справиться с потоком информации и начинали давать постоянные сбои в работе сети. Игроки стали сталкиваться с невозможностью запустить игру, долгими загрузками, внезапными обрывами связи и потерями сохранённых данных из-за ошибок на сервере, что впоследствии привело к выстраиванию очереди, чтобы запустить игру, а в социальных сетях игроки начали ругать EA Games под тегом #SimShitty. Другие же игроки и вовсе стали отказываться от игры и массово, но безрезультатно требовать возвращения денег за игру, так как EA Games объявила, что не собирается возвращать деньги.
Из-за проблем с серверами и отрицательных отзывов некоторых изданий выход игры был признан «катастрофически неудачным», и был сравнён с игрой Diablo III, испытывавший такие же проблемы с сетевым подключением сразу после выпуска. Оценка игры, например, на Amazon упала до 1 (при максимально возможном 5), а многочисленные жалобы вынудили Amazon временно прекратить продажу игры и даже выплачивать денежные компенсации разгневанным покупателям, что обычно не свойственно данному дистрибьютору.
Компания EA Games обещала исправить ситуацию, запустив дополнительные сервера и обновление, убирающие привязанность некоторых элементов геймплея к сетевому подключению. 7 марта на жалобы игроков откликнулась Люси Брэдшоу, генеральный менеджер Maxis, признав, что EA Games недостаточно ответственно подошла к выпуску игры и обещала, что в день релиза игры в Европе и Азии, игроки избегут подобных проблем. Также менеджер отметила, что за 24 часа игроки успели создать более 700 000 городов.
Кип Касарелис, продюсер игры заявил, что проблемы были вызваны сильной нагрузкой серверов, так как многие игроки были подключены к ним слишком долго, затрудняя вход для других игроков. Продюсер объявил, что компания разместит новые сервера в Австралии, Японии и Европе, чтобы новые игроки смогли избежать таких же проблем. Продюсер обещал, что количество серверов будет увеличиваться, пока каждый игрок в мире не будет обеспечен качественным сетевым подключением.
Среди других проблем была выявлена некорректная работа движка GlassBox, например неспособность машин и пешеходов определить кратчайший путь и в результате образование необоснованных пробок. Также многие игроки заметили, что каждый отдельный сим вместо того, чтобы посещать заданное рабочее место, чаще всего просто отправлялся в ближайшее здание.
8 марта 2013 года EA Games объявила, что частично откажется от онлайн-маркетинговой кампании из-за технических трудностей. В этот же день Люси Брэдшоу обещала, что число серверов будет срочно увеличено и после обновления ряд недочётов будут исправлены, хотя менеджер и признала, что проблема всё ещё не решена полностью. По её словам, причина проблем в том, что к сети подключалось гораздо больше людей, чем ожидали EA Games, однако после обновления вероятность возникновения ошибки должна была снизиться на 80 %. Помимо этого Люси пообещала предоставить владельцам игры в качестве компенсации за возникшие проблемы возможность бесплатно скачать одну из игр каталога EA Games, а именно Battlefield 3, Bejeweled 3, Dead Space 3, Mass effect 3, Medal of Honor: Warfighter, NFS Most Wanted, Plants vs. Zombies и SimCity 4 Deluxe Edition.
Maxis объявила о работе над офлайн-режимом игры, однако предположила, что это займёт длительное время, так как требуется провести большой объём работ, по утверждению Люси Брэдшоу, сервер занимается основными вычислениями симуляции, с которыми бы обычный пользовательский компьютер не справился, что и затрудняет выпустить обновление с внесетевым режимом. Однако вскоре анонимный член команды разработчиков Maxis опроверг слова Люси, отметив, что её утверждения не имеют под собой оснований и являются дезинформацией, а сами серверы лишь ограничиваются постоянной аутентификацией, сообщениями между игроками и разными городами, хранением сохранённых данных и связью с учётной записью Origin, a проблема с подключением заключалась исключительно в том, что сервера не справлялись с проверкой аутентификации многочисленных пользователей. Так, игроками вскоре был замечен код в игре, при отключении которого игру можно было с лёгкостью переводить в офлайн-режим. Издание Rock, Paper, Shotgun опубликовало статью, где объясняло, как можно несколькими простыми способами превратить SimCity в офлайн-игру.
К 10 марта количество сбоев удалось сократить на 92 % по сравнению с днём запуска. К 20 марта количество серверов уже четырёхкратно превышало их число в день выпуска.
Последствием проблемы подключения к серверам стала петиция к Белому Дому через сайт We the People с просьбой вмешаться в политику EA Games, склонной в последнее время злоупотреблять DRM, где лицензионная политика SimCity стала «вопиющим» примером, из-за которой пострадали тысячи игроков. В петиции также было отмечено нежелание EA Games решить проблему и возвращать деньги за продукт, на что игрок имеет право в течение первых 14 дней после покупки. Петиция собрала 39 000 подписей.
Через 2 недели после выхода игры, на фоне провальных выпусков последних игр от EA Games, особенно SimCity Джон Риччителло, руководитель EA Games, добровольно подал в отставку, при этом именно при Риччитело EA Games завоевала репутацию самой «жадной игровой корпорации». В апреле, когда EA Games была признана худшей компанией США, исполнительный директор Питер Мур ещё раз стремился уверить игроков, что сетевое подключение игры — на деле результат неуклюжего запуска игры и просчёта, а не схема DRM, попутно отметив, что EA Games пошёл на «большой акт щедрости», подарив 900 000 цифровых копий других игр-новинок EA Games игрокам SimCity.
В августе 2013 года, после выпуска версии игры для Mac, некоторые игроки столкнулись с аналогичной проблемой и не могли подключиться к серверам, или же их игра начинала зависать, а также выдавать многочисленные ошибки. Команда разработчиков пообещала быстро решить проблему путём выпуска новых обновлений. В частности, основные ошибки были исправлены с выходом обновления 9.0 12 декабря 2013 года.

## Музыкальное сопровождение
В SimCity к каждой симуляционной единице привязано своё звуковое сопровождение, которое может динамично меняться параллельно с объектом, например, чем интенсивнее работает станция или быстрее едет машина, тем больший шум они издают. По сути, звуковое сопровождение отражает процесс симуляции. Помимо этого, интенсивность звука изменяется и в зависимости от удалённости объекта от камеры, чем создаётся эффект высокой реалистичности. Это касается и множества остальных объектов и зданий, например, при наличии множества симов, будет создаваться фоновый шум толпы.
Автор музыкального сопровождения — Крис Тилтон, его музыка записывалась оркестром. Как и во всех предыдущих играх серии SimCity, музыка должна была не отвлекать игрока, а гармонично украшать игру и способствовать концентрации, вызывая успокаивающий эффект. При этом музыкальное сопровождение меняется по мере роста города из посёлка в крупный мегополис, однако в новой SimCity впервые была применена функция изменения аранжировки фоновой музыки, например, при переходе в режим редактирования зданий или увеличении картинки, аранжировка музыки меняется на более простую, для этого каждая мелодия перезаписывалась по несколько раз. С технической точки зрения каждая музыкальная тема привязана к нескольким музыкальным дорожкам, которые плавно сменяют друг друга при изменении режима в игре.
B oдном из интервью Крис признался, что создание музыки для симулятора далось ему очень тяжело, так как, в отличие от музыкального сопровождения для фильма или сериала, в музыке для подобной игры должно отсутствовать какое-либо повествование и реакция на разные события. Так, композитор признался, что на создание музыки для фильма у него обычно уходило 3-4 дня, а для написания нескольких часов мелодий SimCity, Крису потребовалось 4 месяца. Композитор не желал копировать музыку из симуляторов предыдущих поколений, а старался привнести что-то новое и свежее.
Композиции Криса Тилтона были собраны в альбом, содержащий 28 треков, который вышел 12 февраля 2013 года. Музыкальные клипы стали пользоваться популярностью у игроков, которые также слушали их даже вне игры.
| №                   | Название                              | Длительность |
| ------------------- | ------------------------------------- | ------------ |
| 1.                  | «SimCity Theme»                       | 2:50         |
| 2.                  | «Population - 1»                      | 6:16         |
| 3.                  | «Building the Foundation»             | 6:10         |
| 4.                  | «The Long Construction»               | 6:06         |
| 5.                  | «Analytics»                           | 3:08         |
| 6.                  | «Cautionary Tale»                     | 1:36         |
| 7.                  | «Town and Out»                        | 6:08         |
| 8.                  | «Living in Infrastructure»            | 5:42         |
| 9.                  | «Clear Skyscrapers»                   | 6:07         |
| 10.                 | «Disaster!»                           | 1:48         |
| 11.                 | «Clean Build of Health»               | 3:47         |
| 12.                 | «Urban Sprawler»                      | 6:06         |
| 13.                 | «Metropolis Made Easy»                | 6:20         |
| 14.                 | «A Tale of Sim Cities»                | 6:37         |
| 15.                 | «ll in a Decade's Work»               | 3:53         |
| 16.                 | «SimCity Trailer»                     | 1:05         |
| 17.                 | «Red City Lights»                     | 5:22         |
| 18.                 | «Population - 1 (Ремикс)»             | 6:17         |
| 19.                 | «The Long Construction (Ремикс)»      | 6:08         |
| 20.                 | «Building the Foundation (Ремикс)»    | 6:09         |
| 21.                 | «Analytics (Ремикс)»                  | 3:08         |
| 22.                 | «Town and Out (Ремикс)»               | 6:08         |
| 23.                 | «Living in Infrastructure (Ремикс)»   | 5:43         |
| 24.                 | «Clear Skyscrapers (Ремикс)»          | 6:07         |
| 25.                 | «Urban Sprawler (Ремикс)»             | 6:07         |
| 26.                 | «Metropolis Made Easy (Ремикс)»       | 5:16         |
| 27.                 | «A Tale of Sim Cities (Ремикс)»       | 6:41         |
| 28.                 | «Good Evening, & Good Night (Ремикс)» | 1:15         |
| Общая длительность: | Общая длительность:                   | 2ː18ː00      |

11 ноября 2013 года был выпущен второй альбом под названием SimCity Cities Of Tomorrow, включающий в себя новые музыкальные композиции, добавленные вместе с дополнением «Города Будущего». Их композитором также является Крис Тилтон, музыка представляет собой ремиксы мелодий базовой игры.
| №                   | Название                                | Длительность |
| ------------------- | --------------------------------------- | ------------ |
| 1.                  | «Cities Of Tomorrow»                    | 3:42         |
| 2.                  | «SimCity, November 2019»                | 6:41         |
| 3.                  | «Population - 1 (Future Mix)»           | 6:22         |
| 4.                  | «Building The Foundation (Future Mix)»  | 6:14         |
| 5.                  | «The Long Construction (Future Mix)»    | 6:10         |
| 6.                  | «Town And Out (Future Mix)»             | 6:07         |
| 7.                  | «Living In Infrastructure (Future Mix)» | 5:47         |
| 8.                  | «Clear Skyscrapers (Future Mix)»        | 6:12         |
| 9.                  | «Urban Sprawler (Future Mix)»           | 6:11         |
| 10.                 | «Metropolis Made Easy (Future Mix)»     | 6:28         |
| 11.                 | «A Tale Of Sim Cities (Future Mix)»     | 6:37         |
| Общая длительность: | Общая длительность:                     | 1:06:31      |

## Расширения

### Издания
Бонусные предметы, прилагающиеся к разным изданиям игры:
| Содержание                                              | Содержание                                              | Простое издание (англ. Standart Edition)   | Ограниченное издание (англ. Limited Edition) | Издание Digital Deluxe | Полное издание (англ. Complete Edition) |
| ------------------------------------------------------- | ------------------------------------------------------- | ------------------------------------------ | -------------------------------------------- | ---------------------- | --------------------------------------- |
| Содержание                                              | Содержание                                              | Прилагается через цифровую загрузку Origin |                                              |                        |                                         |
| Игровые наборы                                          | Герои и Злодеи (англ. The Heroes And Villains Set)      | Нет                                        | Да                                           | Да                     | Да                                      |
| Игровые наборы                                          | Английский Город (англ. British City Set)               | Нет                                        | Нет                                          | Да                     | Да                                      |
| Игровые наборы                                          | Французский Город (англ. French City Set)               | Нет                                        | Нет                                          | Да                     | Да                                      |
| Игровые наборы                                          | Немецкий Город (англ. German City Set)                  | Нет                                        | Нет                                          | Да                     | Да                                      |
| Игровые наборы                                          | Набор Дирижаблей (англ. Airships Set)                   | Нет                                        | Нет                                          | Нет                    | Да                                      |
| Игровые наборы                                          | Набор Для Парка Аттракционов (англ. Amusement Park)     | Нет                                        | Нет                                          | Нет                    | Да                                      |
| Дополнение «Города Будущего» (англ. Cities of Tommorow) | Дополнение «Города Будущего» (англ. Cities of Tommorow) | Нет                                        | Нет                                          | Нет                    | Да                                      |

### Обновления
Чтобы улучшить геймплей игры, разработчики выпускали ряд существенных обновлений, всего за месяц после выхода в игру было добавлено 8 патчей. Первая обновлённая версия игры, 2.0, вышла 23 апреля 2013 года, в ней было исправлено множество ошибок в игре, а также добавлена возможность построить особняк мэра, где можно поставить лимузин. В обновлении 3.0 появился более широкий выбор отелей и решены проблемы с пробками на дорогах. В следующем существенном и седьмом по счёту обновлении была введена возможность строить туннели, мосты и эстакады, а также инструмент, позволяющий высаживать деревья. Вместе с обновлением 10, вышедшим в марте 2014 года, была добавлена возможность играть в симулятор без подключения к сети.

### Дополнительный контент

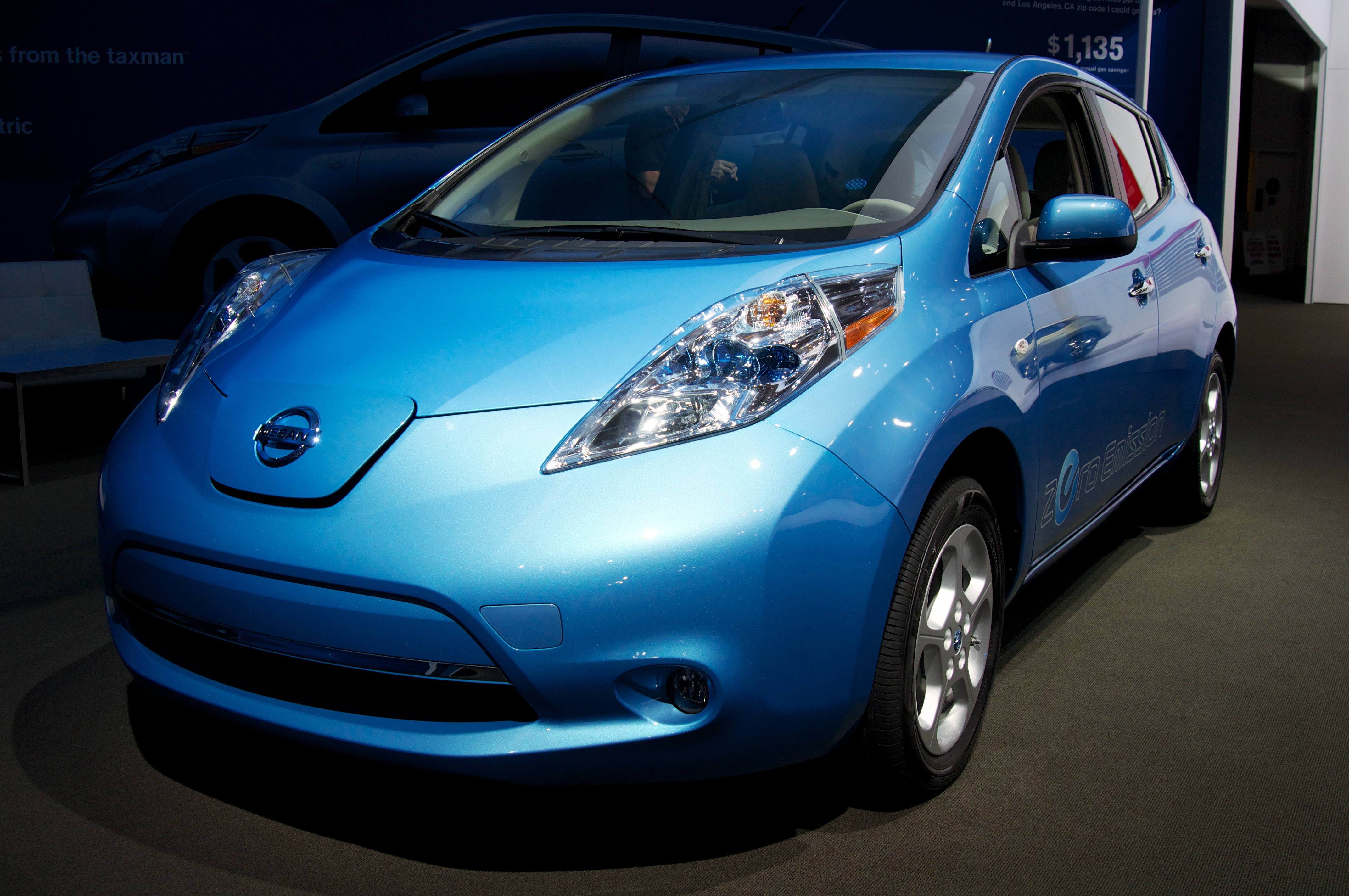
Голубая модель Nissan Leaf используется в качестве рекламы в SimCity

Помимо стандартного издания вышла Digital Deluxe Edition, включающая в себя ряд расширений — новые достопримечательности (Эйфелева башня, Бранденбургские ворота и Биг-Бен); каждая достопримечательность влияет на внешний облик города, где среди элитных жилых застроек можно возвести здания в французском/английском или немецком стилях. Также издание включает в себя «Набор героев и злодеев» (англ. The Heroes And Villains Set), где Максиcмен может защищать город против злого доктора Ву. 28 марта 2013 года в Origin для платной загрузки стало доступно новое расширение «Набор для парка и аттракционов» (англ. SimCity: Amusement Park), добавляющее в симулятор возможность строить парк развлечений с разными аттракционами. 23 апреля для бесплатной загрузки в рамках рекламной кампании стал доступен набор «100 % электрический Nissan Leaf» (англ. SimCity Nissan Leaf Charging Station), добавляющий заправочную станцию и электрические машины от Nissan.
25 июня 2013 года в Origin был опубликован «Набор Дирижаблей» (англ. Airships Set), добавляющий в игру новые виды воздушного транспортаː дирижабли и воздушные шары. 17 сентября 2013 года для покупки стал доступен набор Красный Крест (англ. The Red Cross), добавляющий опцию благотворительной деятельности организации Красный Крест после каждой катастрофы.

### Города Будущего
В октябре 2013 года стало известно о предстоящем выходе первого официального дополнения — Cities of Tomorrow, выход которого был намечен на 12 ноября 2013 года. 16 октября 2013 года разработчиками был выпущен трейлер, показывающий новые подробности дополнения, в частности несколько вариантов развития будущего. Так игрок может создать 2 варианта развития будущегоː развитие научного сообщества, которое определит будущее города, как симбиоз «науки и природы», где передовые технологии будут развиваться в гармонии с природой, образуя «зелёные мегаполисы», если же город «захватит» конгломерат OmegaCo, то в будущем город превратится в некое подобие «антиутопического мегаполиса», управляемого роботами и дронами, контролирующими преступность среди населения. Выход дополнения состоялся 12 ноября 2013 года в США, 14 ноября в России и 15 ноября в Европе.

## Восприятие

### Критика
| Сводный рейтинг       | Сводный рейтинг |
| Агрегатор             | Оценка          |
| --------------------- | --------------- |
| GameRankings          | 63,82 %         |
| Metacritic            | 64/100          |
| Иноязычные издания    |                 |
| Издание               | Оценка          |
| CVG                   | 6,8/10          |
| Eurogamer             | 4/10            |
| Game Informer         | 6,5/10          |
| GameRevolution        | [ 128 ]         |
| GameSpot              | 5,0/10          |
| GamesRadar+           | [ 130 ]         |
| IGN                   | 8,0/10          |
| PC Gamer (US)         | 69/100          |
| Destructoid           | 4/10            |
| Polygon               | 4,0/10          |
| The Guardian          | [ 135 ]         |
| The Telegraph         | [ 136 ]         |
| Joystiq               | [ 137 ]         |
| Русскоязычные издания |                 |
| Издание               | Оценка          |
| Absolute Games        | 85 %            |
| PlayGround.ru         | 6,5             |
| Riot Pixels           | 59/100          |
| «Игромания»           | 8,5             |

| Сводный рейтинг | Сводный рейтинг |
| Агрегатор       | Оценка          |
| --------------- | --------------- |
| GameRankings    | 62,60 %         |

Сразу после выпуска многие критики высоко оценили игру, средняя оценка в ранних обзорах достигала 91 баллов из 100. Одновременно оценки простых пользователей были неутешительными и составляли в среднем 33 балла из 100, главным образом, из-за проблемы соединения с сервером и ограниченных участков для строительства города. Вскоре и сами игровые издания тоже стали заменять свои рецензии на более сдержанные и негативные.
Представители сайта Gamer с сарказмом отметили, что история с серверами получилась настолько трагичной, что переплюнула Ромео и Джульетту, но не дотягивает до телефильма о ядерной войне — «Нити». Редакция сайта Pro Gamer отметила, что благодаря серверному скандалу SimCity умудрилась обогнать по количеству поисковых запросов папу римского и стала примером небрежного управления амбициозного проекта самыми разными способами. Представители сайта Onliner отметили, что игра переболела всеми известными игровой индустрии болезнями, главным образом, чтобы её не имели возможность скачать пираты; скандал, по мнению сайта, даже пошёл разработчикам на руку, так как об игре узнали даже те, кто ей ранее не интересовался.
Несмотря на провальный выпуск, рецензенты пришли к выводу, что новый симулятор довольно увлекателен и заслуживает звания наследника франшизы. Например, Дан Стэплтон с сайта IGN отметил, что даже при «позорном» выходе и проблемами с сервером, вызвавшие у многих поклонников гнев, симулятор всё равно невероятно сложная и потрясающая игра. Критик назвал задумку творческой игрушкой, но прикреплённой к едва функциональной игре, однако и этого было для него достаточно, чтобы порекомендовать симулятор другим игрокам. Похожего мнения придерживается и Ник Тэн с сайта Game Revolution, отметив, «несмотря на неприятную и нашумевшую историю с проблемой подключения к серверам, когда попадаешь в игру, быстро забываешь о неприятностях, а сама игра затягивает игрока в свой виртуальный мир как минимум на несколько часов». Рецензент сайта Polygon назвал SimCity «наркотически заразной», так как в ней можно, не заметив, провести 100 часов и отметил, что новая игра типична для своей франшизы, но одновременно наделена радикальными новшествами. SimCity, по мнению рецензента, воплощает неограниченные возможности, но с ограниченным выбором. Джо Джуба с сайта Game Informer будучи поклонником франшизы SimCity остался очень довольным, в частности, возможностью просматривать разные карты ресурсов, которые вполне заменяют диаграммы из предыдущих симуляторов. Джо пришёлся по душе новый инструмент торговли, позволяющий продавать или покупать ресурсы и выбирать более узкую специализацию для города. По мнению Тейлора Вайлда из PC Gamer, новый SimCity хоть и развивает идеи SimCity 4, SimCity 3000 и SimCity 2000, но и одновременно уступает им всем. Николай Лапко с сайта Absolute Games отметил, что разработчикам удалось избавится от основного недостатка предыдущих симуляторов — избытка статистики и недостатка самой игры. В новой SimCity стало меньше чисел, но и больше реалистичной симуляции.
SimCity лично опробовал Уилл Райт, основоположник франшизы и остался очень доволен новой игрой, особенно похвалив свободу в планировании города и подробные процессы симуляции. Однако позже Райт заявил, что понимает эмоции игроков и дополнительно раскритиковал введение DRM-системы защиты, попутно отметив, что всегда выступал против её внедрения в игры, во избежания неприятных последствий, с которыми в результате столкнулась новая SimCity.
Среди главных достоинств критиками была отмечена красивая, реалистичная и детализированная графика, возможность по отдельности наблюдать за визуальными эффектами, действиями симов и направлением машин. Пол Дин, критик сайта Eurogamer выразил своё восхищение тем, что он мог наблюдать за мельчайшими деталями виртуального города, видеть, как люди добираются с работы в свои дома, или как отдыхают в парке, наблюдать, как город окутывается в тёплые краски вечернего заката, а затем погружается во тьму. Ник Тэн назвал дизайн игры воплощением совершенства. По мнению критика GamesRadar красивая графика гармонично сочетается с городской застройкой и извилистыми дорогами. Симы, живущие в городе выглядят живыми, а симуляция очень приближена к реализму. Всё, что игрок делает, мгновенно визуализируется в игре. Критик сайта The Guardian назвал игровой мир завораживающим, а панорамы города похожими на настоящие фотографии. Николай Лапко с сайта Absolute Games также отметил изумительные панорамы города, особенно если на изображении применять разные фильтры, доступные в игре.
Также рецензенты похвалили новую модель симуляции, отметив, что она очень детально и подробно проработана, давая высокий эффект реалистичности. Например, Пол Крик с сайта Eurogamer отметил, что движок Glassbox поражает своей зрелищностью и вниманием к деталям. Рецензент сайта GamesRadar считает, что SimCity это демонстрация того, как одновременно все системные функции работают в точности, как задумано и грамотно взаимодействуют друг с другом. Тейлор Вайлд, представитель сайта PC Gamer назвал новый симулятор самым большим техническим достижением всей серии, так как впервые вместо «абстрактного моделирования» игрок видит взаимодействие тысячи отдельно взятых симов, автомобилей, домов, предприятий, фабрик и всего остального в городе. Критик сайта Game Revolution назвал дизайн симуляции совершенством, где игрок должен стравиться со множеством трудностей и поддерживать хрупкий, но и очаровательный мир виртуального города. Тейлор Вайлд из PC Gamer отдельно отметил, что сами симы в игре выглядят как личности, у них есть цели и желания.
Отдельно некоторыми критиками была похвалена возможность торговли с соседними городами, в частности Нику Тэну с сайта Game Revolution понравилась функция торговли, позволяющая выбирать для своего города узкую специализацию и продавать свои услуги соседям. Также некоторым рецензентам пришлась по душе музыка, например Паул Крик из Eurogamer назвал мелодии приятными, а рецензент сайта Polygon отметил, что музыка вызывает успокаивающий эффект и способствует концентрации.
Рецензентами также была отмечена сложность планировки городов и важность просчитывания мельчайших деталей, особенно по мере роста города. По мнению представителя сайта Polygon симулятор выглядит обманчиво простым, но если небрежно развивать свой город, его можно очень быстро привести в полный упадок. Ник Тэн отметил, что не каждому игроку удастся стать хорошим мэром, так как для достижении баланса нужно будет очень внимательно управляться макро менеджментом. Тейлор Вайлд из PC Gamer назвал игру непростой и требующей тщательной планировки с учётом малейших деталей, при этом, если для города выбирать специализацию, то игрок никогда не сможет добиться желаемого, так как любая деятельность будет нести за собой побочный эффект. Критик сайта The Guardian приметил, что игра подходит творческим личностям, так как требует бережного подхода, но вознаграждает хорошими результатами.
С другой стороны, критики отметили наличие часто встречающихся нелогичных состыковок, например, неправильное направление симов и машин, образование необоснованных пробок и прочих проблем Рецензенты раскритиковали алгоритм поиска пути в игре: симы и машины выбирают самые нелогичные маршруты и в результате, чтобы избавиться от необоснованных пробок, игрокам приходится планировать улицы нестандартными способами, например построить в городе только одну улицу-змею. В частности, рецензент сайта Eurogamer отметил в игре множество странных вещей. Например, ситуации, когда машины добирались до цели самыми нелогичными и длинными путями или когда пожарные машины отказывались добираться буквально до соседних домов, охваченных пожаром. Игровая механика, по мнению критика сама себе противоречит Рецензент сайта PC Gamer, Тейлор Вайлд написал в своём отзыве, что симы иногда могут делать глупые вещи или жалуются на несуществующие проблемы, что в некоторой степени разочаровывает. Критик сайта Riot Pixels нашёл забавным, что симы могут иногда водить хороводы вокруг домов и на перекрёстках дорог, или из автобуса выходящая толпа направляется в ближайший дом.
Дан Стэплтон с сайта IGN и критик сайта GamesRadar заметили, что игра иногда даёт противоречивые уведомления — с одной стороны, она сетует на нехватку рабочих, а с другой стороны, сообщает о росте безработицы среди населения. Николай Лапко Absolute Games также приметил, что основная проблема в больших городах заключается в том, что они по необоснованным причинам могут «ломаться» и быстро приходить в упадок. Критик IGN приметил ту же проблему, отметив, что процветающий мегаполис может быстро превратиться в город-призрак.
Другим существенным недостатком стала система защиты DRM и необходимость постоянного подключения к сети. Николай Лапко с сайта Absolute Games отметил, что защита от пиратов сработала на 100 %, однако мешает честным покупателям пользоваться продуктом, поэтому покупка SimCity, это, по мнению критика, покупка дополнительной головной боли. Ник Тэн из Game Revolution отметил, что постоянное подключение к серверу сопряжено с рисками, например внезапный обрыв с сетью может закончиться потерей сохранённых данных. Николай Лапко Absolute Games также отметил, что из-за проблем с подключением созданные города могут просто становиться недоступными. По мнению рецензента сайта GamesRadar, проблема с сетевым подключением портит почти все положительные впечатления об игре.
Среди прочих ошибок были замечены и визуальные, в частности, рецензент сайта Eurogamer заметил, что некоторые текстуры в игре отображаются некорректно. Тейлор Вайлд из PC Gamer стал свидетелем того, как разные зоны или даже соседние здания могут накладываться друг на друга. Другим существенным недостатком стали маленькие границы города, например Джо Джуба из Game Informer отметил, что из-за маленькой карты каждый игрок рано или поздно почувствует себя тесно и столкнётся с ситуацией, когда у него не хватит места для установки очередной важной станции. Тейлора Вайлда из PC Gamer также расстроили маленькие границы, критик отметил, что игрок уже фактически в начале игры вынужден заниматься уплотнением застройки.
Также Пол с сайта Eurogamer отдельно отметил, что разработчики сделали ряд странных решений, а именно убрали опцию отмены, невозможность перезагрузить игру, изменить рельеф местности, но при этом, когда дороги и дома строятся, рельеф автоматически выравнивается/изменяется.

### Продажи
На начало марта 2013 года, игра заняла второе место в британских чартах по продажам игр и 5 место в России. По состоянию на май 2013 года удалось продать 1,6 миллионов копий игры SimCity, что в общем было признано хорошим результатом, особенно на фоне того, что EA Games после неудачного выпуска рассчитывала на довольно скромные прогнозы. Удачным продажам способствовали быстрые выпуски обновлений, убирающие ошибки из игры и обеспечение игроков дополнительными серверами, а к августу было продано свыше двух миллионов единиц. За 2 недели игроками в игре было проведено 15 миллионов часов и построено более 780 миллионов зданий, а длина построенных в игре дорог опоясала бы землю более 40 000 раз. Около 54 % от всех продаж пришлось на цифровую версию игры. SimCity удалось занять 4 место в списке самых популярных игр в 2013 году.

## Влияние
Катастрофический выпуск SimCity заставит EA Games пересмотреть свою переориентировку на выпуск онлайн-игр, заданную с 2012 года. В частности в этот период в разработке находилась следующая часть The Sims 4 — многопользовательская онлайн игра. Руководство потребовало в кратчайшие сроки переделать игру в однопользовательскую. SimCity 2013 года стала «убийцей» франшизы, после её выхода EA Games распустила студию Maxis Emeryville. Провал продаж SimCity вдохновил независимую финскую студию Colossal Order на разработку собственного градостроительного симулятора Cities: Skylines, выпуск которой сопровождался бо́льшим успехом, чем SimCity.
В ноябре 2013 года было объявлено, что SimCity, а точнее, её изменённая версия SimCityEDU станет частью образовательной программы в некоторых школах США, где ученик должен будет выполнять разные задачи, согласованные с учебным планом и стремиться понять основы городского управления, чтобы сделать город процветающим, а его горожан — счастливыми.
10 декабря 2014 года для платформ Android и IOS была выпущена мобильная условно-бесплатная версия игры под названием SimCity BuildIt с заметно упрощённой игровой механикой, где основной акцент делается на создании разных предметов, чтобы с помощью них строить новые здания. При этом новая игра стала пользоваться большим успехом, главным образом, среди игроков за пределами США и набрала крупнейшую игровую аудиторию в истории франшизы SimCity.

### Награды
На 16 международной выставке Electronic Entertainment Expo 2012, SimCity выиграла 8 премий в 24 номинациях. 23 августа 2012 года, на выставке Gamescom, симулятор выиграл премию в категории лучшая игра 2013 года. Жюри похвалило яркую и красивую графику в игре и отметило, что игра смогла привнести новшества, но и одновременно сохранила в себе дух первых игр SimCity. Однако из-за серверного скандала в 2013 году SimCity получила и ряд антипремийː
| Сайт, журнал или организация    | Год  | Наименование награды                  | Перевод названия              |
| ------------------------------- | ---- | ------------------------------------- | ----------------------------- |
| PC Gamer                        | 2012 | Most Valuable Game                    | Самая ценная игра             |
| Playground                      | 2012 | Electric Playground Best of E3        | Лучший продукт на выставке E3 |
| European Computer Leisure Award | 2012 | Best of Show                          | Лучший продукт на шоу         |
| Game Revolution                 | 2012 | B Best of E3                          | Лучший продукт на E3          |
| Pop.com.br                      | 2012 | Best Simulation Game                  | Лучший симулятор              |
| Shortlist                       | 2012 | Best Strategy Game of E3              | Лучшая игра-стратегия на E3   |
| 1UP                             | 2012 | Best Visual Design                    | Лучший визуальный дизайн      |
| Game Chronicles                 | 2012 | Best PC Game                          | Лучшая игра на ПК             |
| Yahoo!                          | 2012 | Best of E3                            | Лучшая игра на Е3             |
| Digital Spy                     | 2012 | Best Strategy                         | Лучшая стратегия              |
| Jeuxvideo                       | 2012 | Best Strategy                         | Лучшая стратегия              |
| Gamesblog.fr                    | 2012 | Best Strategy                         | Лучшая стратегия              |
| Gamescom                        | 2012 | Best PC Game                          | Лучшая игра для ПК            |
| PC Gamer                        | 2013 | Game of the year                      | Игра года                     |
| Aigamedev                       | 2013 | Game of the year                      | Игра года                     |
| Leviathyn                       | 2013 | Worst Launch                          | Худший запуск                 |
| Lifehacker                      | 2013 | Shames The Worst Products Of The Year | Худший продукт года           |
| Giant Bomb                      | 2013 | Most Disappointing Game               | Самая разочаровывающая игра   |
| SuperPhillip                    | 2013 | Best of 2013 Runner-Up                | Лучшая игра для ПКː 2-е место |
| Gamesradar                      | 2013 | Anti-Awards of 2013, 14 place         | Провал года, 14 местo         |
| Игромания                       | 2014 | Лучшая стратегия года, 3 место        | —                             |